# 나라꽃
나라꽃은 한 나라를 상징하는 꽃이다. 국화(國花)라고도 한다.

## 각 나라의 국화
- 과테말라 - 리카스테난스
- 그리스 - 향제비꽃
- 남아프리카 공화국 - 프로테아
- 네덜란드 - 튤립
- 네팔 -  만병초
- 뉴질랜드 - 회화나무
- 대한민국 - 무궁화
- 도미니카 공화국 - 마호가니
- 독일 - 수레국화
- 덴마크 - 토끼풀
- 라오스 - 플루메리아
- 러시아 - 캐모마일
- 레바논 - 레바논시다(백향목)
- 루마니아 - 백장미
- 마다가스카르 - 부채잎 파초
- 말레이시아 - 부상화
- 멕시코 - 다알리아
- 모나코 - 카네이션
- 미국 - 장미[1][2]
- 미얀마 - 사라수
- 바티칸 - 나팔나리
- 베네수엘라 - 타베비아
- 베트남 - 연꽃
- 벨기에 - 아잘레아
- 볼리비아 - 꽃고비
- 불가리아 - 장미
- 브라질 - 카틀레야
- 사우디아라비아 - 대추야자
- 스리랑카 - 연꽃
- 스위스 - 에델바이스
- 스페인 - 오렌지꽃
- 시리아 - 아네모네
- 싱가포르 - 난
- 아르메니아 - 아네모네
- 아르헨티나 - 피토라카
- 아일랜드 - 흰 클로버
- 아프가니스탄 - 튤립
- 영국 - 장미
- 예멘 - 커피나무
- 오스트레일리아 - 아카시아
- 오스트리아 - 에델바이스
- 우루과이 - 에리스리나
- 에스토니아- 수레국화
- 에티오피아 - 칼라디움
- 이란 - 튤립
- 이스라엘 - 올리브
- 이집트 - 수련
- 이탈리아 - 데이지
- 인도 - 양귀비
- 인도네시아 - 보르네오 재스민, 난초, 라플레시아
- 일본 - 일본은 공식적인 나라꽃이 없으며 국화가 황실을 상징한다.[3]
- 조선민주주의인민공화국(북한) - 함박꽃나무
- 중화민국 - 매화
- 체코 - 타리아
- 칠레 - 동백꽃
- 카메룬 - 수련
- 캄보디아 - 수련
- 캐나다 - 사탕단풍
- 콜롬비아 - 카틀레야
- 쿠바 - 진저
- 태국 - 라차프륵
- 튀르키예 - 튤립
- 튀니지 - 재스민
- 파나마 - 파나마초
- 파키스탄 - 수선화
- 페루 - 깐뚜따(cantuta)
- 포르투갈 - 라벤듈라
- 폴란드 - 팬지
- 프랑스 - 아이리스
- 핀란드 - 은방울꽃
- 필리핀 - 재스민
- 중화인민공화국 - 따로 정해지지 않았다.